# Alliopsis longipennis
Alliopsis longipennis este o specie de muște din genul Alliopsis, familia Anthomyiidae. A fost descrisă pentru prima dată de Ringdahl în anul 1918. Conform Catalogue of Life specia Alliopsis longipennis nu are subspecii cunoscute.